# 타리크 카지
타리크 라이한 카지(벵골어: তারিক রায়হান কাজী, 핀란드어: Tariq Raihan Kazi, 2000년 10월 6일 ~ )는 방글라데시의 프로 축구 선수로, 방글라데시 프리미어리그 클럽 바슌드하라 킹스에서 수비수로 활약하고 있다. 핀란드에서 태어난 그는 국제 무대에서 방글라데시 국가대표팀에서 활약하고 있다. 유소년 시절에는 주로 윙백으로 기용되었으며, 라이트 윙백으로도 기용될 수 있었다. 이후 오스카르 브루손 감독에 의해 센터백으로 전향했다.
카지는 덴마크 태생의 자말 부얀에 이어 방글라데시 국가대표로 활약한 두 번째 방글라데시 출신 축구 선수이다. 그는 핀란드 청소년 국가대표로 활약하다가 국가대표로 교체되었다. 또한 일베스 소속으로 UEFA 유로파리그 예선 무대에도 출전했다.

## 구단 경력

### 일베스
카지는 일베스에서 선수 생활을 시작했으며, 2018년 6월, KuPS와의 경기에서 교체 선수로 베이카우스리가에 데뷔했다. 2018년 7월 19일, 카지는 UEFA 유로파리그 경기에 출전한 최초의 방글라데시 선수가 되었다. 그는 76분에 야니 탄스카를 대신해 교체 선수로 출전했으며, 일베스는 불가리아 클럽 PFC 슬라비아 소피아를 2-1로 이겼다.
타리크는 2018-19년 시즌을 스웨덴 클럽 HJS 아카테미아에서 임대로 보냈으며, 현재 핀란드 축구 리그 시스템의 3부 리그인 카코넨에서 뛰고 있다. 시즌 동안 타리크는 클럽에서 8경기에 출전했다.

### 바슌드하라 킹스
2019년 11월, 카지는 방글라데시 프리미어리그 클럽 바슌드하라 킹스와 3년 계약을 체결했다.

## 국가대표팀 경력
2020년 11월, 핀란드를 청소년 국가대표로 출전한 카지는 네팔과의 친선 경기를 위해 방글라데시 국가대표팀에 소집되었지만 부상으로 인해 국가대표팀에서 철수해야 했다.
2021년 6월 3일, 카지는 아프가니스탄과의 2022년 FIFA 월드컵 예선 경기에서 90분 풀타임으로 방글라데시 성인 국가대표 데뷔 전을 치렀다.

## 사생활
카지는 탐페레에서 핀란드인 어머니와 방글라데시인 아버지 사이에서 태어났다. 핀란드를 대표하여 U-17, U-18, U-19 국가대표팀에 출전한 카지는 가족의 뿌리로 인해 방글라데시 여권도 가지고 있다. 그의 아버지 사이둘 카지는 탐페레 기술대학교의 교사이다. 카지는 1971년 방글라데시 독립 전쟁에서 순교한 나오가온 압둘 자베르 카지의 손자이자 학교 교사이다. 그는 형제와 자매가 있는 네 명의 형제 중 한 명이다.